# 吉村悟
吉村 悟（よしむら さとる、1960年1月18日 - ）は、日本の舞台監督。熊本県出身。

## 略歴
1990年、国立劇場 歌舞伎座舞台を経て、蝉の会、コント55号、マッスルミュージカルなど、公演の舞台監督を務める。
日本国内の公演、ラスベガスや韓国、中国公演など、多くの劇場公演に携わる。

## 舞台
演出：萩本欽一 / 出演：コント55号、田中美佐子 関連公演
- やっぱりコント55号（1992年,制作:日本テレビ 前進座劇場）
- 夏を抱きしめたい（1992年,作:君塚良一 アートスフィア 〜ツアー）
- 花はなのこい恋（1993年,出演:高樹沙耶 アートスフィア～ツアー）
- 浅草ロックンロック（1994年〜1998年12月,制作:ダイエー 出演:欽ちゃん劇団）
- 真夏のサンタクロース（1995年,作:田子明弘 アートスフィア～ツアー）
- ブラックコメディ（1995年,1996年,1997年,出演:野口五郎 藤村俊二 博品館劇場 ～ツアー）
- 花火師の恋（1996年,制作:新宿コマ劇場 出演:前川清）
- ピンクオクトパス（1996年,作:足立信明 アートスフィア～ツアー）
- 人生ドーンとやってみよう（1997年,1998年,1999年,制作:アメリカンファミリー 大阪フェスティバルホール 名古屋国際会議場 北海道厚生年金会館）
- つるがお笑い劇場（1997年,出演:欽ちゃん劇団 敦賀市民文化センター）
- 欽ちゃんお笑い劇場（1998年,出演:欽ちゃん劇団 飯田文化会館）
- COLOR（1998年,作:足立信明 アートスフィア～ツアー）
- やっぱりさっぱり虹之丞（1998年,制作:新宿コマ劇場 出演:前川清）
- 萩本欽一奮闘公演（1998年,制作:新宿コマ劇場 出演:小堺一機 関根勤）
- 泣き虫師範代（1999年,制作:新宿コマ劇場 出演:前川清）
- 論より笑呼（2000年〜2007年,出演:欽ちゃん劇団 巣鴨まごころホール 〜ツアー）
- 江戸の花嫁（2003年,制作:明治座 作:君塚良一 出演:柳葉敏郎 佐藤B作 はしのえみ）
- 谺、来る（2004年,制作:明治座 作:白石雄大 出演:的場浩司 佐藤B作 はしのえみ）
- 浜名湖花博公演（2004年,制作:浜名湖花博 出演:欽ちゃん劇団）
- でんでん虫（2007年,制作:明治座 出演:山口良一 風見しんご 佐藤B作 はしのえみ）
- あらんはらんしらん（2009年,制作:明治座 出演:小倉久寛 未唯mie 風見しんご はしのえみ）
- いかんどっかんあっけらかん（2011年,制作:明治座 出演:小倉久寛 風見しんご はしのえみ）
- ほれんなほめんなとめんな（2014年,制作:明治座 作:君塚良一 出演:的場浩司 小倉久寛 風見しんご はしのえみ）

マッスルミュージカル公演
- TRY OUT（2001年,さいたま芸術劇場）
- ACT ON MUSCLE（2002年,赤坂ACTシアター）
- LOVE OF MUSCLE（2003年,赤坂ACTシアター）
- SUMMER（2003年,新国立劇場）
- 春公演（2004年,横浜マッスルシアター）
- 夏公演（2004年,横浜マッスルシアター）
- 夏ツアー（2004年,長崎ブリックホール 他）
- 日体大フェス（2004年,日体大体育館）
- X'mas（2004年,横浜マッスルシアター）
- VIKING（2005年,横浜マッスルシアター）
- 大阪公演（2005年,シアターBRAVA!）
- 夏休み公演（2005年,横浜マッスルシアター）
- JAPAN TOUR 祭（2005年,横浜マッスルシアター〜ツアー）
- 冬公演3部作（2005年,横浜マッスルシアター）
- ラスベガス公演 MATSURI（2006年,リビエラ ホテル＆カジノ）
- M DOGS（2006年、横浜マッスルシアター）
- 祭 MATSURI（2006年,お台場冒険王）
- まつり（2006年,横浜マッスルシアター）
- JAPAN TOUR まつり（2006年,横浜マッスルシアター～ツアー）
- 祭ファイナル（2006年,NHKホール）
- MAX in 有明コロシアム3部作（2006年,有明コロシアム）
- 07オープニング公演 Jangle（2007年,渋谷マッスルシアター）
- ラスベガス公演 MATSURI（2007年,サハラ ホテル＆カジノ）
- 夏 MATSURI（2007年,渋谷マッスルシアター）
- Jangle TOUR（2007年,渋谷マッスルシアター～ツアー）
- 秋祭（2007年,渋谷マッスルシアター）
- The Best（2007年,渋谷マッスルシアター）
- GOLD（2008年,渋谷マッスルシアター）
- Voyage ボヤージュ（2008年,渋谷マッスルシアター）
- 花魁Oiran（2008年,渋谷マッスルシアター）
- マジカレード（2008年,渋谷マッスルシアター）
- セレブレーション（2008年,渋谷マッスルシアター）
- TREASURE トレジャー（2009年,渋谷マッスルシアター）
- 大奥（2009年,渋谷マッスルシアター）
- ラスベガス公演 MATSURI 祭 OIRAN（2009年,インペリアルパレス ホテル＆カジノ）
- 花魁Oiran（2009年,渋谷マッスルシアター）
- 冬 Gift ギフト（2009年,渋谷マッスルシアター）
- gift スプリング（2010年,渋谷マッスルシアター）
- M-JUMP（2010年,渋谷マッスルシアター）
- JAPANツアー 花魁（2010年,渋谷マッスルシアター〜ツアー）
- 祭 花魁（2010年,渋谷マッスルシアター）
- 秋 M-JUMP（2010年,渋谷マッスルシアター）
- 冬の宴 年末年始公演（2010年,渋谷マッスルシアター）
- JAPANツアー（2011年,渋谷マッスルシアター～ツアー）
- GW特別公演（2011年,渋谷マッスルシアター）
- GOKUH（2011年,世田谷区民会館）
- 慶應三田祭（2011年,慶應義塾大学日吉キャンパス）
- 九州学院100周年公演（2011年,崇城大学市民ホール）

その他の公演
- Fences(フェンス)（1991年,制作:蝉の会 作:吉永仁郎 演出 渡辺浩子 出演:名古屋章 博品館劇場〜ツアー）
- デストラップ（1992年 作:アイラ・レヴィン 演出:根津甚八 出演 根津甚八 湯浅実 本多劇場 ～ツアー）
- かもめ〜私のチェーホフ（1992年,作:アントン・チェーホフ 脚本:大庭みな子 出演:三条泰子 本多劇場）
- 夏の盛りの蝉のように（1993年,制作:蝉の会 作:吉永仁郎 演出:渡辺浩子 出演:大滝秀治 高橋長英 サンシャイン劇場 ～ツアー）
- ヤマハ　ドレミ王国（1993年,制作:ヤマハ 出演:ヤマハ音楽院生 日本青年館）
- がめつい奴（1994年,1995年,1998年,制作:蝉の会 作:菊田一夫 演出:渡辺浩子 出演:渡辺美佐子 サンシャイン劇場～ツアー）
- 滝沢家の内乱（1994年,制作:蝉の会 作:吉永仁郎　演出:渡辺浩子 出演:大滝秀治 三田和代 紀伊国屋ホール ～ツアー）
- あれは美しい夢だった（1994年,作:アントンチェーホフ 出演:栗原小巻 伊藤孝雄 地方公演）
- ミュージカル中尾ミエ（1996年,作･演出:中村龍史 出演:中尾ミエ 博品館劇場～ツアー）
- 花いろの家（1996年,演出:戌井市郎 出演:淡島千景 菅井きん 三越劇場）
- TAKE2（1996年,1998年,1999年,出演:TAKE2 新宿スペース107）
- 世界中にI LOVE YOU（1998年,作･演出:中村龍史 出演:小川知子 シアタートラム ～ツアー）
- 日暮町風土記（2001年,制作:二兎社 作･演出:永井愛 出演:渡辺美佐子 高橋長英 シアタートラム～ツアー）
- 天国の本屋（2001年,作・演出:中村龍史 出演:山本耕史 青山円形劇場）
- 語　演　歌（2001年,演出:中原薫 出演:宗田千恵子 サザンシアター）
- モンキーバックドロップ（2001年制作:ONES TO WATCH 作･演出:夢麻呂 きゅりあん）
- さいたま祭（2001年,イベント さいたま芸術劇場）
- 天国の本屋（2002年,2003年,作･演出:中村龍史 出演:小雪 谷原章介 博品館劇場）
- ロックオン（2002年,制作:ONES TO WATCH 作･演出:夢麻呂 スペース・ゼロ）
- 世界演劇祭IN韓国（2002年,演出:中原薫 出演:宗田千恵子 韓国 居昌）
- モンキーエルボー（2002年,制作:ONES TO WATCH 作･演出:夢麻呂 ティアラこうとう）
- ＥＡＲ（2002年,作･演出:中村龍史 出演:本間ひとし 日航マグレブ）
- 語　演　歌（2002年,2003年,2004年,出演:宗田千恵子 紀伊国屋ホール）
- 新明暗（2002年,2004年,制作:二兎社 作･演出:永井愛 出演:佐々木蔵之助 シアタートラム～ツアー）
- なな転びフラメンコ（2003年,制作:黒鯛プロデュース 作:池谷雅夫 出演:和泉ちぬ シアタートラム）
- 真夏の少年（2003年,制作:ヤンキースタジアム 作･演出:夢麻呂 シアターサンモール）
- 世界演劇祭IN中国（2004年,出演:宗田千恵子 中央戯劇学院）
- こんにちは母さん（2004年,制作:二兎社 作･演出:永井愛 出演:加藤治子 平田満 シアタートラム～ツアー）
- キティちゃんとガチャピン&ムック海のぼうけん！（2009年,2010年,制作:サンリオピューロランド 作:楠本さちこ ゆうぽうと 〜ツアー）
- ピアノレッスン、なう（2013年,制作:黒鯛プロデュース 作:池谷雅夫 演出:遠藤理史 出演:和泉ちぬ 小原孝 サントリーホール）

## その他
- 日本大学芸術学部 演劇学科 舞台監督 講師